# Umatilla megye
Umatilla megye az Amerikai Egyesült Államokban, azon belül Oregon államban található. Megyeszékhelye Pendleton, legnagyobb városa Hermiston. Lakosainak száma 80 075 fő (2020. április 1.).

## Szomszédos megyék
- Benton megye (észak)
- Walla Walla megye (észak)
- Columbia megye (északkelet)
- Wallowa megye (kelet)
- Union megye (kelet)
- Grant megye (dél)
- Morrow megye (nyugat)

## Népesség
A megye népességének változása:
| Lakosok száma | 76 049 | 76 681 | 76 882 | 76 720 | 76 531 | 80 075 |
|               | 2010   | 2011   | 2012   | 2013   | 2015   | 2020   |